# Marcel Fratzscher

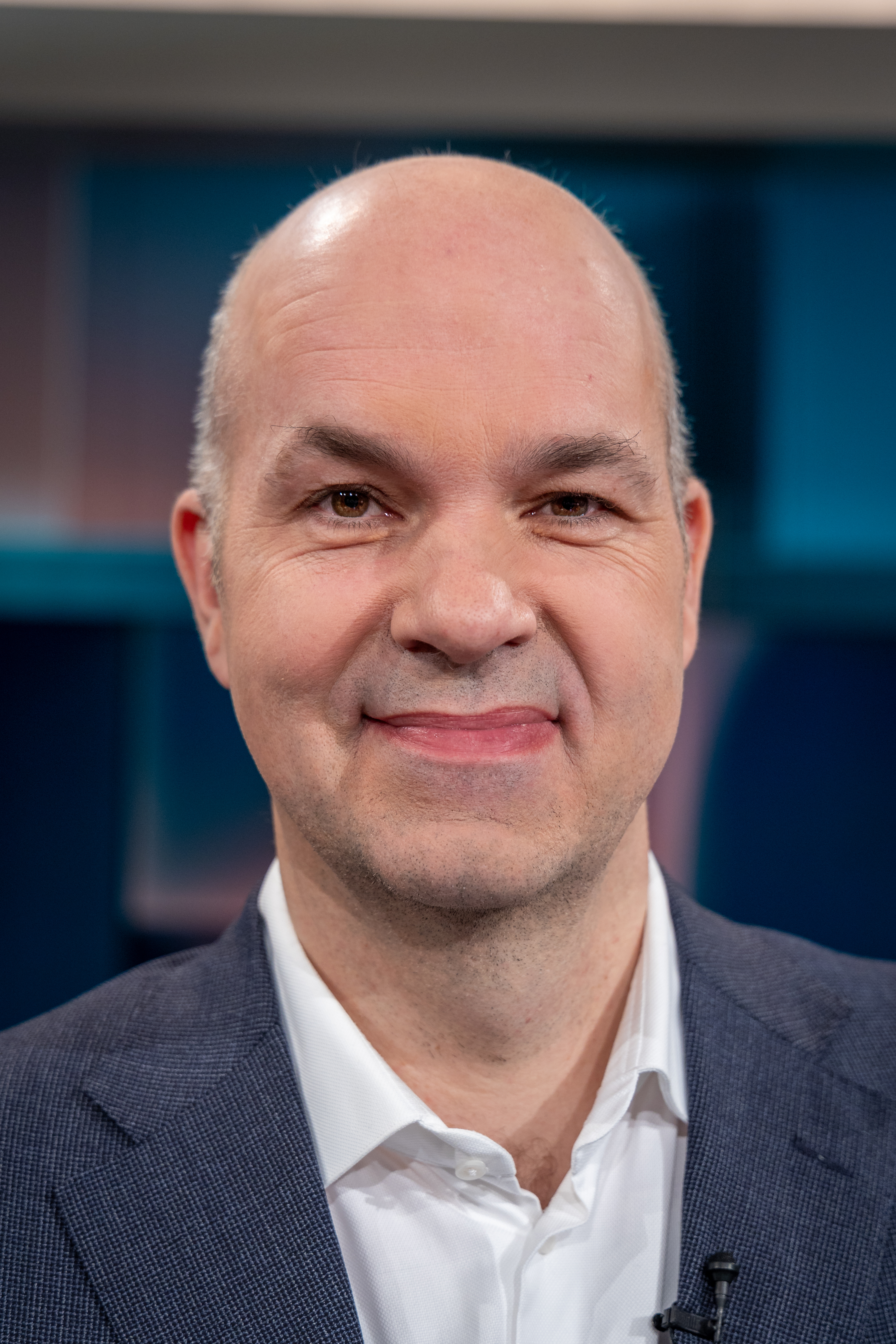
Marcel Fratzscher, 2025

Marcel Fratzscher (* 25. Januar 1971 in Bonn) ist ein deutscher Ökonom, Politikberater und Professor für Makroökonomie an der Humboldt-Universität zu Berlin. Er ist der aktuelle Präsident des Deutschen Instituts für Wirtschaftsforschung (DIW). Außerdem ist er ehemaliger Leiter der Abteilung für internationale wirtschaftspolitische Analysen bei der Europäischen Zentralbank (EZB) in Frankfurt. Darüber hinaus leitete er eine Kommission des Bundeswirtschaftsministeriums mit dem Ziel, die deutsche Investitionstätigkeit zu stärken.
Fratzscher lieferte Beiträge zur internationalen Makroökonomik, besonders zur monetären Ökonomik und zur Finanzwissenschaft. Seine Forschung untersucht zum Beispiel, wie Notenbanken optimal mit Märkten und Konsumenten kommunizieren sollten und wie sich Finanzkrisen vorhersagen lassen. Außerdem ist er bekannt für seine Forderungen nach einem effizienteren Staatswesen und einer gerechteren Besteuerung. Er setzt sich ein für mehr Chancengleichheit und wirtschaftliche Teilhabe in Deutschland.
Fratzscher ist Empfänger verschiedener wirtschaftswissenschaftlicher Preise, wie des Kiel Institute Excellence Award in Global Economic Affairs (2007). Der Frankfurter Allgemeinen Zeitung zufolge ist er einer der einflussreichsten Ökonomen Deutschlands und liegt im IDEAS/RePEc-Ranking der Top-10 % der Ökonomen weltweit auf Platz 423.

## Leben

### Kindheit, Jugend und Studium
Marcel Fratzschers Vater war Agrarökonom, seine Mutter war Chemikerin. In seiner Jugend reiste Fratzscher viel, spielte Geige und Tischtennis, wo er es bis in die zweite Bundesliga brachte. Er studierte an der Christian-Albrechts-Universität zu Kiel Ökonomie und legte hier 1992 sein Vordiplom ab. Im Anschluss führte er sein Studium an der Universität Oxford fort und erhielt dort 1994 mit seiner Arbeit Moral philosophy and political philosophy, intern’l economics den Titel B.A. in Philosophy, Politics, and Economics (PPE). Den Master of Public Policy erlangte Marcel Fratzscher 1996 an der Harvard University, John F. Kennedy School of Government, in Cambridge (USA). Am European University Institute in Florenz erhielt Marcel Fratzscher im Jahr 2002 den akademischen Grad Ph.D. im Bereich Ökonomie. Von 1998 bis 2000 erhielt er für seine Promotion Förderung vom Deutschen Akademischen Austauschdienst (DAAD).
Nach seinem Studium arbeitete Marcel Fratzscher 1996 bei der Weltbank und während der Asienkrise 1997–1998 als Makroökonom beim Harvard Institute for International Development in Jakarta, Indonesien. Als Berater unterstützte Fratzscher hier gemeinsam mit Jeffrey Sachs die indonesische Regierung in Fragen der Wirtschaftspolitik während der Finanzkrise. Danach schloss sich eine Tätigkeit beim Peterson Institute for International Economics in Washington, D.C. von 2000 bis 2001 an. Zuvor war er zudem für kürzere Perioden bei Mwaniki Associates in Kenia und der Asian Development Bank auf den Philippinen tätig.

### Europäische Zentralbank
Im April 2001 wechselte Fratzscher zur Europäischen Zentralbank nach Frankfurt am Main, zunächst als Senior Economist and Economist im Direktorat Volkswirtschaft und anschließend als Adviser und Senior Adviser im Direktorat International. Ab 2008 leitete er die 24-köpfige Abteilung International Policy Analysis. Die Hauptaufgabe dieser Abteilung liegt in der Formulierung von Politikpositionen der Europäischen Zentralbank über internationale Themen in den drei Bereichen globale Wirtschafts- und Finanzfragen, länderspezifische und regionale Themen in Asien und Lateinamerika sowie die globale Finanzmarktarchitektur und ihre Institutionen (u. a. Themen über den Internationalen Währungsfonds, G20, G7). Daneben unterrichtete Marcel Fratzscher „International Finance“ im Ph.D.-Programm der Goethe-Universität Frankfurt.

### Präsident des Deutschen Instituts für Wirtschaftsforschung und Professur
Seit Anfang 2013 ist Marcel Fratzscher Präsident des Deutschen Instituts für Wirtschaftsforschung DIW und hat die „DIW S-Professur“ für Makroökonomie an der Humboldt-Universität zu Berlin inne.
Die 2014 von Bundeswirtschaftsminister Sigmar Gabriel eingerichtete Fratzscher-Kommission wurde von dem für seine Nähe zur SPD bekannten Fratzscher geleitet und hatte die Stärkung von Investitionen in Deutschland zum Thema.

### Privates
Fratzscher spricht Deutsch, Englisch, Italienisch, Spanisch sowie Indonesisch. Sportlich hat er eine Vorliebe für gelegentliches Bungeespringen entwickelt. Er lebt seit 2013 in Berlin.
Sein Bruder ist Daniel Fratzscher, Geschäftsführer der Euroweb Group.

## Forschung
Marcel Fratzschers Forschung konzentriert sich zumeist auf angewandte Fragen der internationalen Makroökonomie, monetären Ökonomie und Finanzwissenschaft. Er forscht insbesondere zu der Frage, wie Notenbanken mit Märkten und Öffentlichkeiten kommunizieren sollten, sowie über die globalen Übertragungsmechanismen der globalen Finanzkrise 2007–2010.
Fratzscher legte im Mai 2024 vor der Europawahl u. a. bei einer Veranstaltung in Dresden seine Analyse zur Wirtschaftspolitik der AfD dar. Er erläuterte, dass die Partei in ihrem Europawahlprogramm eine neoliberale, antieuropäische und protektionistische Politik vertritt, die aus seiner Sicht den deutschen Staat schwächen und der deutschen Wirtschaft schaden würde. Die Leidtragenden einer solchen Wirtschaftspolitik wären mehrheitlich Menschen mit schlechten Ausbildungsstand, geringem Einkommen, die in eher strukturschwachen Gegenden leben. Er wies auf das Paradoxon hin, dass die Wählerschaft der AfD sich überproportional aus der Gruppe zusammen setze, auf die das zutreffen würde.
Marcel Fratzscher plädiert für eine Änderung der Geldpolitik. Die EZB solle hierzu das Inflationsziel von derzeit 2 % auf 4 % pro Jahr erhöhen. Eine niedrigere Inflationsrate sei unter den gegenwärtigen internationalen Umständen nicht möglich, ohne der Wirtschaft durch zu restriktive geldpolitische Maßnahmen zu schaden. Fratzscher befürwortet auch ein gewisses Maß an „Grüner Inflation“. Die Anpassung relativer Preise sei notwendig, um die Kosten für klimaschädliches Verhalten einzupreisen und um Anreize für Innovationen und alternative, ultimativ klimaneutrale Wirtschaftsprozesse zu setzen. Er verweist darauf, dass die durchschnittliche Inflationsrate von 1957 bis 1998 bei 3,1 % gelegen habe, was ja auch niemand als ein Problem empfunden habe.
Die aktuelle Wirtschaftskrise in Deutschland sieht Fratzscher als Chance. Historisch seien Volkswirtschaften oft durch Krisen widerstandsfähiger und resilienter geworden. So habe etwa die Agenda 2010 und Entschlossenheit der Unternehmer und Arbeitnehmer die Wirtschaftskrise der frühen 2000er Jahre beendet. Allerdings habe uns der Erfolg der 2010er Jahre satt gemacht. Viele Unternehmen hätten in dieser Zeit darauf verzichtet, in neue Technologien, Effizienz oder Digitalisierung zu investieren. Auch wenn es derzeit ein gewisses Maß an Deindustrialisierung und „Gesundschrumpfung“ gebe, sei die wirtschaftliche Substanz weiterhin gesund. Die größte Gefahr sei jetzt, die grüne Transformation zu verlangsamen.

## Kontroversen
Der Wirtschaftsjournalist Rainer Hank unterstellte Marcel Fratzscher im Sommer 2017, dass er sich zu einem „lautstarken Claqueur der Sozialdemokraten gemausert“ habe, und kritisierte im Weiteren Fratzschers hohe mediale Präsenz.
Im Februar 2024 kritisierte Fratzscher die Bezahlkarte für Asylbewerber, da „die IT-Programmiererin aus Indien oder der Ingenieur aus Brasilien nicht mehr nach Deutschland kommen werden.“ Hierzu wurde kritisch angemerkt, dass diese Fachkräfte nicht als Asylbewerber nach Deutschland kämen und die Bezahlkarte daher für sie nicht relevant sei. Auf Nachfrage beharrte Fratzscher auf seiner Aussage und meinte, dass die Kürzung von Leistungen die Zuwanderung hoch qualifizierter Menschen nach Deutschland unattraktiver machen würde.

## Auszeichnungen
Beim Handelsblatt-Ökonomen-Ranking 2011, das die Forschungsleistung von ca. 1500 Ökonomen an der Qualität ihrer Publikationen seit 2007 misst, wurde Fratzscher im Jahr 2011 auf dem vierten Platz geführt. Zudem erhielt er den Kiel Institute Excellence Award in Global Economic Affairs in 2007 für seine Forschung über globale Finanzmarktverbindungen und Geldpolitik und den CEPR 2007 Prize for the Best Central Bank Research Paper für seine Arbeit über Finanzmarktblasen und globale Ungleichgewichte.
2016 wurde er in der FAZ-Rangliste der einflussreichsten Ökonomen in Deutschland in den Top 10 geführt.

## Veröffentlichungen
- Macroprudential policy and central bank communication (mit B. Born und M. Ehrmann), Juli 2010.
- Contagion and the global equity market collapse of the 2007-09 financial crisis (mit G. Bekaert, M. Ehrmann und A. Mehl), Juni 2010.
- Asset Prices, News Shocks and the Current Account (mit R. Straub), Juni 2010.
- IMF Surveillance and Financial Markets – A Political Economy Analysis (mit J. Reynaud), mimeo, September 2009.
- The Global Transmission of the 2007-09 Financial Crisis in a GVAR model (mit A. Chudik), European Economic Review.
- Monetary policy in the media (mit H. Berger and M. Ehrmann), Journal of Money, Credit and Banking.
- Politics and Monetary Policy (mit M. Ehrmann), Review of Economics and Statistics.
- How successful is the G7 in managing exchange rates? Journal of International Economics 79(1): 78–88, September 2009.
- Convergence and anchoring of yield curves in the euro area (mit M. Ehrmann, R. Gürkaynak und E. Swanson), Review of Economics and Statistics.
- What Explains Global Exchange Rate Movements During the Financial Crisis? Journal of International Money and Finance 28: 1390–1407, Dezember 2009.
- Risk sharing, finance and institutions in international portfolios (mit J. Imbs), Journal of Financial Economics 94: 428–447, Dezember 2009.
- Stocks, bonds, money markets and exchange rates: Measuring international financial transmission (mit Ehrmann & R. Rigobon), Journal of Applied Econometrics.
- Do China and oil exporters influence major currency configurations? (mit A. Mehl), Journal of Comparative Economics 37, 335–358, September 2009.
- Central bank communication and monetary policy: A survey of the evidence (mit Alan Blinder, M. Ehrmann, J. de Haan, D.-J. Jansen), Journal of Economic Literature XLVI(4), 910-45, Dezember 2008.
- The political economy under monetary union: Has the euro made a difference? (mit L. Stracca), Economic Policy 58 307–348, April 2009.
- Marcel Fratzscher: Es liegt nicht am Euro! Viele Deutsche machen den Euro für die Krise verantwortlich, eine neue Partei will ihn gleich abschaffen. Sie alle irren. In: Die Zeit. 9. April 2013 (zeit.de).
- Die Deutschland-Illusion: Warum wir unsere Wirtschaft überschätzen und Europa brauchen. Hanser, München 2014, ISBN 978-3-446-44034-0.
- Verteilungskampf. Warum Deutschland immer ungleicher wird. Hanser, München 2016, ISBN 978-3-446-44465-2.
- Die neue Aufklärung: Wirtschaft und Gesellschaft nach der Corona-Krise, 2020, Berlin Verlag, ISBN 978-3-8270-1432-0.
- Geld oder Leben. Wie unser irrationales Verhältnis zum Geld die Gesellschaft spaltet, Berlin Verlag, Berlin 2022, ISBN 978-3-8270-1456-6